# Nancy Drew: Ghost of Thornton Hall
Ghost of Thornton Hall es la 28.ª entrega de la serie de juegos de aventuras point-and-click Nancy Drew de Her Interactive. El juego está disponible para jugar en las plataformas Microsoft Windows y Mac OS X. Tiene una clasificación ESRB de E por momentos de violencia leve y peligro. Los jugadores asumen la perspectiva en primera persona de la detective amateur ficticia Nancy Drew y deben resolver el misterio interrogando a los sospechosos, resolviendo acertijos y descubriendo pistas. Hay dos niveles de juego, el modo Amateur y el modo Maestro detective, cada uno de los cuales ofrece un nivel diferente de dificultad de acertijos y pistas; sin embargo, ninguno de estos cambios afecta la trama del juego. El juego está basado vagamente en el libro Uncivil Acts (2005).

## Trama
Jessalyn Thornton y su mejor amiga, Addison Hammond, visitaron el deshabitado Thornton Hall en una isla frente a la costa de Georgia para una celebración previa a la boda y una pijamada, pero la diversión terminó cuando Jessalyn desapareció. Ahora los amigos, la familia y los compañeros de trabajo de Jessalyn buscan en la maleza y los espacios abandonados de toda la isla Blackrock, buscando cualquier evidencia que pueda conducir a su paradero. Es por eso que la experta paranormal Savannah Woodham llamó a Nancy Drew para investigar posibles pistas.

## Desarrollo

### Personajes
- Nancy Drew (Lani Minella) - Nancy es una detective aficionada de 18 años de la ciudad ficticia de River Heights en Estados Unidos. Ella es el único personaje jugable en el juego, lo que significa que el jugador debe resolver el misterio desde su perspectiva.
- Jessalyn Thornton (Julia Stockton) - Hija de Clara Thornton y heredera del negocio familiar, Jessalyn desaparece pocos días antes de su boda con Colton Birchfield.
- Harper Thornton (Keri Healey) - Harper es conocida por ser la oveja negra de la familia y se mantiene en secreto ante los extraños por el bien del apellido familiar intachable. Ella cree que su hermana mayor, Charlotte, fue asesinada hace mucho tiempo.
- Clara Thornton (Sharon Yamada-Heidner) - Clara es la directora ejecutiva de la empresa familiar y la matriarca de la familia Thornton. Las circunstancias que rodean la inexplicable partida de Jessalyn la tienen preocupada y nerviosa. Creció en Thornton Hall, lugar que guarda muchos recuerdos para ella.
- Wade Thornton (Jeff Allen Pierce) - Su pasado turbio convierte a Wade en una vergüenza para Clara, pero con un fuerte sentido del deber, ha regresado a Thornton Hall para ayudar a localizar a Jessalyn. Wade recurrió a Savannah en busca de ayuda porque cree en lo sobrenatural.
- Colton Birchfield (Dave Rivas) - Colton es el prometido de Jessalyn y parece encantador y afable. Cada uno afronta la crisis a su manera, pero Colton parece emocionalmente distanciado de la desaparición de su futura esposa.

El trabajo de voz adicional fue realizado por Patrick Hogan y Adrienne MacIain.

### Inspiración
El juego se desarrolla en el escenario ficticio de Blackrock Island, Georgia. Thornton Hall y las estructuras que lo rodean se inspiran en una variedad de lugares del mundo real.
- Sitio histórico de Wormsloe - la entrada a la propiedad está dominada por un portal de piedra arqueado que lleva inscrito el nombre Thornton Hall. Se puede encontrar una puerta de entrada similar en el Sitio Histórico de la Plantación Wormsloe, cerca de Savannah, Georgia .
- Oak Alley Plantation - el exterior de Thornton Hall y el callejón de robles vivos que conduce a la casa están inspirados directamente en Oak Alley Plantation, una plantación histórica ubicada en la parroquia de St. James, Luisiana, en la orilla oeste del río Misisipi .

## Lanzamiento
El juego se lanzó el 14 de mayo de 2013, aunque los pedidos anticipados comenzaron el 9 de abril de 2013. Se enviaron ediciones especiales del juego, que incluían juegos adicionales, adornos para teléfonos, tomas descartadas y pistas de audio, a quienes reservaron el juego directamente desde Her Interactive. En el tráiler que se lanzó con The Deadly Device, quien haya jugado Ghost of Thornton Hall puede notar claramente que la figura fantasmal representada en el tráiler es Harper, pero el diseño del fantasma ha cambiado desde el lanzamiento del juego.

## Recepción
Brandy Shaul de Gamezebo lo calificó con 4 estrellas de 5 y escribió: «Ghost of Thornton Hall sigue ofreciendo una de las mejores narraciones del momento, y el amplio diálogo del juego significa que incluso el jugador más empedernido necesitará unas horas para desentrañar todos sus secretos. Si bien la navegación puede ser engorrosa, definitivamente no es un factor decisivo, y es demasiado fácil quedar atrapado en el juego y no querer parar hasta llegar a la conclusión». Adventure Gamers consideró que el juego era satisfactorio pero desigual. Hooked Gamers consideró a algunas de las subtramas distractoras y triviales, a diferencia de las subtramas de construcción del mundo que se encuentran en otros títulos de la serie. Commonsensemedia pensó que el juego era una apuesta segura, pero que cumplía bien su fórmula. Adventure Classic Gaming lo recomienda a los fanes de la serie y a los amantes de los juegos de aventuras en primera persona. Gameboomers se sintió decepcionado porque este título tenía menos valor educativo que sus compañeros juegos de Nancy Drew. Gamecola consideró que el videojuego estaba dirigido a un público mayor que la serie de libros en la que se basaba.